# Castianeira xanthomela
Castianeira xanthomela är en spindelart som beskrevs av Cândido Firmino de Mello-Leitão 1941. 
Castianeira xanthomela ingår i släktet Castianeira och familjen flinkspindlar. Inga underarter finns listade i Catalogue of Life.